# Lombokschat
De lombokschat is een grote hoeveelheid goud, zilveren munten en edelstenen die door het Nederlands-Indische leger buit werd gemaakt aan het einde van de Lombok-oorlog in Nederlands-Indië.

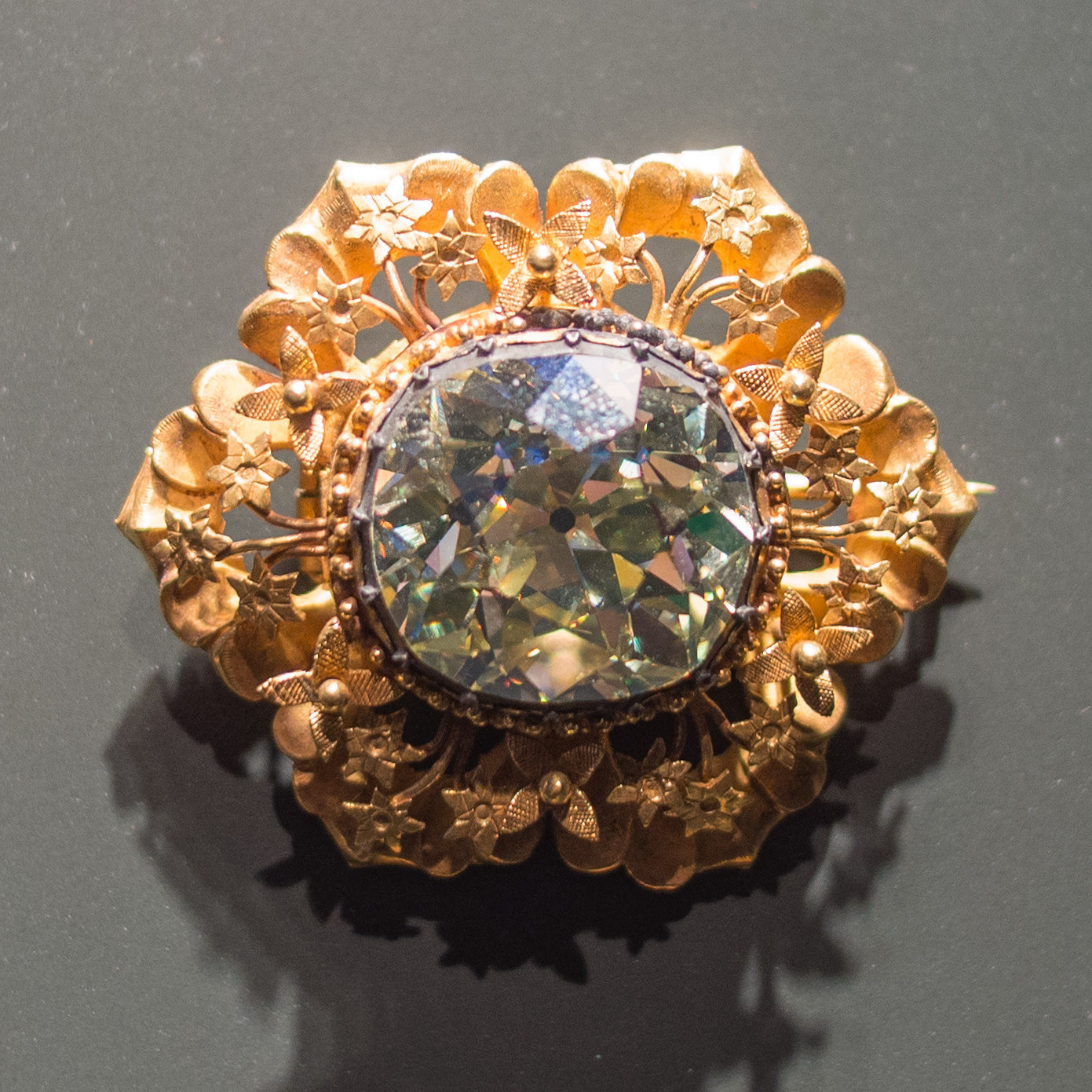
De Lombokdiamant, een 75 karaat diamant (21 × 19,3 mm) uit de Lombokschatten, Wereldmuseum Leiden

Aan het einde van de Lombok-oorlog in december 1894 plunderden de Nederlands-Indische troepen het paleis in Tjakranegara. Officieren haalden de schatten die in de schatkamers opgeslagen lagen. De waarde van het goud, de zilveren munten en andere kostbaarheden betekenden dat deze opbrengsten een groot deel van de kosten van de expeditie dekten.
Namens de Nederlandse overheid werd voornamelijk van Ratu Agung Agung Ngurah Gde Karangasem, maar ook van zijn overleden familieleden en vermoorde volgelingen, in totaal 200 kilo goudgeld, 7199 kilo zilvergeld en ruim duizend siervoorwerpen gestolen. Pronkstuk is een 75-karaatsdiamant, een van de grootste ter wereld en verwerkt in een gouden ring. Vrijwel alle munten werden omgesmolten en verkocht ten behoeve van de Nederlandse schatkist.
De voorwerpen en sieraden van de Lombokschat werden na de (Lombok-)oorlog bewaard in de 'goudkamer' van het Koninklijk Bataviaasch Genootschap van Kunsten en Wetenschappen in Batavia. Aan het begin van de Tweede Wereldoorlog werden de voorwerpen en sieraden geïnventariseerd en in elf houten kisten opgeslagen om ter bescherming naar de kluis van de Javasche Bank in Bandung gebracht te worden.
Op 1 juli 1977 werden iets meer dan 240 voorwerpen van dit door Nederland geroofde erfgoed - voornamelijk siervoorwerpen en enkele zwaar beschadigde munten - aan Indonesië teruggegeven. Een deel van de Lombokschat, waaronder de Lombokdiamant, is nog in bezit van het Wereldmuseum Leiden. Juli 2023 werd besloten dat ook dit stuk roofkunst terug gaat naar het land van herkomst.